# Love You Madly
Love You Madly – singiel zespołu Cake wydany w roku 2001, promujący płytę Comfort Eagle. Pierwotnie singlem miała zostać piosenka "Comfort Eagle", jednak po wydarzeniach z 11 września 2001 roku grupa postanowiła zmienić plany i singlem został utwór o bardziej "neutralnym" tytule i treści : "Love You Madly".

## Spis utworów
1. "Love You Madly" – 3:58
2. "Love You Madly" (Edit) – 3:39